# George Savalas
Pour les articles homonymes, voir Savalas.
George Demosthenes Savalas, né le 5 décembre 1924 à New York (quartier du Bronx) et mort le 2 octobre 1985 à Westwood (Californie), est un acteur américain.

## Biographie
Frère cadet de l'acteur Telly Savalas, il est connu principalement pour son rôle de l'inspecteur Stavros dans la série Kojak.
Atteint d'une leucémie, il succombe le 2 octobre 1985 à 60 ans.

## Filmographie

### Acteur

#### Cinéma
- 1965 : Genghis Khan : Toktoa
- 1965 : Trente minutes de sursis : Pool Player
- 1968 : Rosemary's Baby : Workman (non crédité)
- 1969 : A Dream of Kings : Apollo
- 1970 : De l'or pour les braves : Mulligan
- 1970 : La Cité de la violence : Shapiro
- 1973 : Echec à l'organisation : Kenilworth Finance Employee (non crédité)
- 1976 : Kravges ston anemo
- 1982 : Banco à Las Vegas : The Pit Boss

#### Télévision

##### Séries télévisées
- 1961 : The Dick Powell Theatre : Reveller at party
- 1962 : G.E. True : Lukas - Grocer
- 1963 : Le Virginien : Turnkey
- 1963 : Les Hommes volants : Member of Search Party
- 1963 : The Dakotas : Pope, Barman
- 1964 : Combat ! : Cooper
- 1964 : The Rogues : Lobo
- 1965 : Dr. Kildare : Aristos
- 1966 : Daniel Boone : The Warden
- 1966 : Le Fugitif : Prisoner
- 1967 : Des agents très spéciaux : Greek Merchant
- 1968 : Mannix : Sergeant
- 1971 : All in the Family : Joe Frouge
- 1973-1978 : Kojak : Det. Stavros / Sgt. Stavros / Det. Stravros / ...
- 1975 : Dossiers brûlants : Kaz
- 1976 : Whodunnit ? : Panellist
- 1979 : Alice : George Savalas

##### Téléfilms
- 1985 : Alice au pays des merveilles : The Courtier
- 1985 : L'Affaire Belarus : Stavros

### Parolier

#### Séries télévisées
- 1975 : Kojak